# Botanical Journal of the Linnean Society
Botanical Journal of the Linnean Society  (w publikacjach cytowane także w skrócie jako J. Linn. Soc., Bot.) – biologiczne czasopismo naukowe wydawane przez Towarzystwo Linneuszowskie w Londynie (ang. The Linnean Society of London). Jest kontynuacją czasopisma Journal of the proceedings of the Linnean Society. Botany. Pod nowym tytułem wychodzi od 1969 roku. Publikuje oryginalne prace dotyczące taksonomii wszystkich grup roślin i grzybów, w tym anatomii, biosystematyki, cytologii, ekologii, etnobotaniki, mikroskopii elektronowej, morfogenezy, paleobotaniki, palinologii i fitochemii.
Czasopismo dostępne jest w subskrypcji zarówno w wersji drukowanej, jak i internetowej.
ISSN: 1095-8339.